# オマリズマブ
オマリズマブ（Omalizumab）は、元々はアレルゲンに対する感受性を低下させることを目的として開発された薬であるが、一般的に高用量のコルチコステロイドに反応しない重度のアレルギー性喘息の治療に処方されることが多い。慢性特発性蕁麻疹にも使われることがある。
オマリズマブは、組換えDNA由来のヒト化IgG1kモノクローナル抗体で、血液や間質液中の遊離ヒト免疫グロブリンE（IgE）、およびBリンパ球の表面上の膜結合型IgE（mIgE）に特異的に結合する。通常の抗IgE抗体とは異なり、肥満細胞、好塩基球、抗原提示樹状細胞の表面に存在する高親和性IgE受容体（FcεRI）に既に結合しているIgEには結合しない。

## 効能・効果

### 日本[4]
- 気管支喘息（既存治療によっても喘息症状をコントロールできない難治の患者に限る）：添付文書上、効能または効果に関連する注意として、「高用量の吸入ステロイド薬及び複数の喘息治療薬を併用しても症状が安定せず、通年性吸入抗原に対して陽性を示し、体重及び初回投与前血清中総IgE濃度が投与量換算表で定義される基準を満たす場合に本剤を追加して投与すること。」との記載がある。
- 季節性アレルギー性鼻炎（既存治療で効果不十分な重症または最重症患者に限る）
- 特発性の慢性蕁麻疹（既存治療で効果不十分な患者に限る）

### 米国

#### アレルギー性喘息
オマリズマブは、経口または注射のコルチコステロイドではコントロールできない重症で持続性のあるアレルギー性喘息の治療に使用される。これらの患者は、すでにステップIからステップIVの治療に失敗し、ステップVの治療を受けている。このような治療法は、1993年に米国国立衛生研究所（National Institutes of Health）の米国国立心肺血液研究所（National Heart, Lung, and Blood Institute）と世界保健機関（World Health Organization）が共同で立ち上げた医療ガイドラインである喘息管理に関する国際指針（GINA、Global Initiative of Asthma）が発表した、喘息の管理と予防のために広く採用されているガイドラインと一致している。 

#### 慢性特発性蕁麻疹
オマリズマブは、抗ヒスタミン薬（H1ブロッカー）の効果が不充分な成人および青少年（12歳以上）の慢性特発性蕁麻疹を適応としている。オマリズマブを4週間に1回皮下投与することにより、痒みの程度および丘疹数を有意に減少させることが示されている。

## 副作用
留意すべき重大な副作用は、ショック、アナフィラキシーである。発生頻度は1000人中1～2人である。
オマリズマブが心血管疾患（CV）または脳血管疾患（CBV）の発症リスクを高めるか否かを確認できる研究は限られている。コホート研究や無作為化対照研究では、オマリズマブを服用している患者では、オマリズマブを服用していない患者と比較してCV/CBV疾患の発症リスクが約20～32%高いことが示されている。オマリズマブとCV/CBV疾患との関係や臨床的意義をさらに明らかにするためには、対象者数を増やした多国間の縦断的研究をさらに行う必要がある。CV/CBV疾患の副作用は重篤であるため、臨床医や医療従事者は、オマリズマブで患者を治療する際には、引き続き警戒して副作用を監視しなければならない。
IgEは、免疫系によるがん細胞の認識に重要な役割を果たしている可能性がある。従って、オマリズマブを用いてIgEと受容体の相互作用を非選択的に遮断することは、予期せぬリスクを伴う可能性がある。2003年に行われた初期の第I相から第III相までの臨床試験で収集されたデータによると、オマリズマブの投与を受けた患者に発生した悪性腫瘍（0.5％）は、対照群（0.2％）と比較して数値的に不均衡であったが有意差は無かった。2012年の研究結果では、癌との因果関係は考え難い。

## 作用機序
抗IgE療法用抗体を設計した根拠や、抗IgE療法の薬理学的メカニズムについて、総説に纏められている。
おそらく最も劇的な効果は、抗IgE療法が考案された時点では予測されておらず、臨床試験中に発見されたものであるが、オマリズマブによって患者の遊離IgEが減少すると、好塩基球、マスト細胞、樹状細胞のFcεRI受容体が、幾分異なる速度で徐々に低下し、これらの細胞がアレルゲンによる刺激に対する感受性を大幅に低下させることである。従って、オマリズマブのような治療用抗IgE抗体は、新しいクラスの強力な肥満細胞安定化薬となる。これが、肥満細胞の脱顆粒を伴うアレルギー性および非アレルギー性疾患に対するオマリズマブの効果の基本的なメカニズムであると考えられている。多くの研究者が、オマリズマブを投与された患者の炎症状態を低下させる多くの薬理作用を同定または解明している。

### アレルギー性疾患におけるIgE
アレルギー疾患の治療法として抗IgE療法の適用性を検討するという現実的な目標を達成すると同時に、喘息、アレルギー性鼻炎、ピーナッツアレルギー、慢性特発性蕁麻疹、アトピー性皮膚炎、その他のアレルギー疾患を対象としてタリズマブおよびオマリズマブについて企業が実施した多くの臨床試験は、これら広範囲のアレルギー疾患の病因におけるIgEの役割を明確にするのに役立った。例えば、喘息に対するオマリズマブの臨床試験結果は、喘息の発症にIgEが中心的な役割を果たしているかどうかについての長い議論に明確に決着をつけた。さまざまなアレルギー性疾患や非アレルギー性疾患、特に炎症性皮膚疾患に対して、医師主導のケーススタディや小規模なパイロットスタディが数多く行われている。これらの疾患には、アトピー性皮膚炎、さまざまなタイプの物理的蕁麻疹（光線性、寒冷性、局所性温熱性、遅発性圧迫性）、および比較的罹患率の低いアレルギー性または非アレルギー性の疾患や状態〔アレルギー性気管支肺アスペルギルス症、皮膚性または全身性肥満細胞症、蜂毒過敏症（アナフィラキシー）、特発性アナフィラキシー、好酸球関連胃腸障害、水疱性類天疱瘡、間質性膀胱炎、鼻ポリープ、特発性血管浮腫など〕が含まれる。

### 非アレルギー性疾患における役割
オマリズマブが非アレルギー性の喘息患者に有効である可能性があるという臨床試験結果が幾つか報告されている。これは、上述した抗IgE療法の薬理学的メカニズムに関する一般的な理解に反していると思われる。また，オマリズマブの有効性・安全性が検討されている疾患の中には，外部抗原に対する過敏反応が関与していないため，アレルギー疾患ではないものも存在する。例えば、慢性特発性蕁麻疹の一部や水疱性類天疱瘡の全例は明らかに自己免疫疾患である。残りの慢性特発性蕁麻疹や物理的蕁麻疹のさまざまなタイプの症例では、疾患の発現につながる内部の異常は特定されていない。しかし、これらの疾患の多くは、皮膚の炎症反応やマスト細胞の活性化が関与していることが明らかになっている。IgEが肥満細胞の活動を増強すること、オマリズマブが肥満細胞の安定化剤として機能し、これらの炎症細胞の活動を低下させることを示す論文が増えてきている。

## 製造・製剤
オマリズマブは、改変したチャイニーズハムスター卵巣細胞（CHO）株から産生されるグリコシル化IgG1モノクローナル抗体である。抗体分子は、大型バイオリアクターを用いた細胞培養時に、宿主細胞から分泌される。培養終了後、培地に含まれるIgGは、タンパク質Aを吸着剤とするアフィニティカラムで精製した後、クロマトグラフィーを経て、UF/DF（限外濾過／深層濾過）で濃縮される。
オマリズマブは、数年間は乾燥粉末製剤のみが提供されており、注射する前に医師の診察室で溶液を調製する必要があった。現在では、日本を含む多くの国で薬剤充填済注射器での液体製剤が販売されている。

## 参考資料

### 引用
1. ↑  “Xolair- omalizumab injection, solution Xolair PFS- omalizumab injection, solution”. DailyMed (2020年5月11日). 2020年12月6日閲覧。
2. ↑  Schulman ES (October 2001). “Development of a monoclonal anti-immunoglobulin E antibody (omalizumab) for the treatment of allergic respiratory disorders”. Am J Respir Crit Care Med 164 (8 Pt 2):  S6–11. doi:10.1164/ajrccm.164.supplement_1.2103025. PMID 11704611.
3. 1 2 3  “Anti-IgE Antibodies for the Treatment of IgE-mediated Allergic Diseases”. Adv Immunol. Advances in Immunology 93:  63–119. (2007). doi:10.1016/S0065-2776(06)93002-8. ISBN 9780123737076. PMID 17383539.
4. 1 2  “ゾレア皮下注用75mg／ゾレア皮下注用150mg 添付文書”. www.info.pmda.go.jp. 2021年3月27日閲覧。
5. 1 2 3  Davydov, Liya (2005-01-15). “Omalizumab (Xolair) for Treatment of Asthma”. American Family Physician 71 (2):  341. ISSN 0002-838X. PMID 15686303.
6. ↑  Pocket guide for asthma management and prevention. Global Initiatives for Asthma. 2013. “Archived copy”. 2013年5月21日時点のオリジナルよりアーカイブ。2013年7月7日閲覧。
7. 1 2  Urgert, M.C.; Elzen, M.T.; Knulst, A.C.; Fedorowicz, Z.; Zuuren, E.J. (22 July 2015). “Omalizumab in patients with chronic spontaneous urticaria: a systematic review and assessment”. British Journal of Dermatology 173 (2):  404–415. doi:10.1111/bjd.13845. PMID 25891046.
8. 1 2  Bernstein, Jonathan A.; Kavati, Abhishek; Tharp, Michael D.; Ortiz, Benjamin; MacDonald, Karen; Denhaerynck, Kris; Abraham, Ivo (16 February 2018). “Effectiveness of omalizumab in adolescent and adult patients with chronic idiopathic/spontaneous urticaria: a systematic review of 'real-world' evidence”. Expert Opinion on Biological Therapy 18 (4):  425–448. doi:10.1080/14712598.2018.1438406. PMID 29431518.
9. ↑  Zhao, Zuo-Tao; Ji, Chun-Mei; Yu, Wen-Jun; Meng, Ling; Hawro, Tomasz; Wei, Ji-Fu; Maurer, Marcus (June 2016). “Omalizumab for the treatment of chronic spontaneous urticaria: A meta-analysis of randomized clinical trials”. Journal of Allergy and Clinical Immunology 137 (6):  1742–1750.e4. doi:10.1016/j.jaci.2015.12.1342. PMID 27040372.
10. ↑  Fanta CH (March 2009). “Asthma”. N. Engl. J. Med. 360 (10):  1002–14. doi:10.1056/NEJMra0804579. PMID 19264689.
11. ↑  “Activity of human monocytes in IgE antibody-dependent surveillance and killing of ovarian tumor cells”. Eur. J. Immunol. 33 (4):  1030–40. (April 2003). doi:10.1002/eji.200323185. PMID 12672069.
12. ↑  “Omalizumab and the risk of malignancy: results from a pooled analysis”. The Journal of Allergy and Clinical Immunology 129 (4):  983–9.e6. (April 2012). doi:10.1016/j.jaci.2012.01.033. PMID 22365654.
13. ↑  Chang TW (February 2000). “The pharmacological basis of anti-IgE therapy”. Nat. Biotechnol. 18 (2):  157–62. doi:10.1038/72601. PMID 10657120.
14. 1 2 3  “Anti-IgE as a mast cell-stabilizing therapeutic agent”. The Journal of Allergy and Clinical Immunology 117 (6):  1203–12. (June 2006). doi:10.1016/j.jaci.2006.04.005. PMID 16750976.
15. ↑  “Down-regulation of Fc(epsilon)RI expression on human basophils during in vivo treatment of atopic patients with anti-IgE antibody”. Journal of Immunology 158 (3):  1438–45. (February 1997). PMID 9013989.
16. ↑  “Omalizumab treatment downregulates dendritic cell FcepsilonRI expression”. The Journal of Allergy and Clinical Immunology 112 (6):  1147–54. (December 2003). doi:10.1016/j.jaci.2003.10.003. PMID 14657874.
17. ↑  Scheinfeld N (2005). “Omalizumab: a recombinant humanized monoclonal IgE-blocking antibody”. Dermatol. Online J. 11 (1):  2. PMID 15748543.
18. ↑  “Anti-immunoglobulin E treatment with omalizumab in allergic diseases: an update on anti-inflammatory activity and clinical efficacy”. Clin. Exp. Allergy 35 (4):  408–16. (April 2005). doi:10.1111/j.1365-2222.2005.02191.x. PMID 15836747.
19. 1 2  “The anti-inflammatory effects of omalizumab confirm the central role of IgE in allergic inflammation”. The Journal of Allergy and Clinical Immunology 115 (3):  459–65. (March 2005). doi:10.1016/j.jaci.2004.11.053. PMID 15753888.
20. ↑  “Effects of omalizumab on markers of inflammation in patients with allergic asthma”. Allergy 64 (12):  1728–36. (December 2009). doi:10.1111/j.1398-9995.2009.02201.x. PMID 19839977.
21. ↑  “Successful treatment of allergic bronchopulmonary aspergillosis with recombinant anti-IgE antibody”. Thorax 62 (3):  276–7. (March 2007). doi:10.1136/thx.2004.035519. PMC 2117163. PMID 17329558.
22. ↑  “Omalizumab monotherapy for bee sting and unprovoked "anaphylaxis" in a patient with systemic mastocytosis and undetectable specific IgE”. Ann Allergy Asthma Immunol 104 (6):  537–9. (June 2010). doi:10.1016/j.anai.2010.04.011. PMID 20568389.
23. 1 2  “Pathogenicity of IgE in autoimmunity: successful treatment of bullous pemphigoid with omalizumab”. The Journal of Allergy and Clinical Immunology 123 (3):  704–5. (March 2009). doi:10.1016/j.jaci.2008.11.035. PMC 4784096. PMID 19152970.
24. ↑  “Is interstitial cystitis an allergic disorder?: A case of interstitial cystitis treated successfully with anti-IgE”. Int. J. Urol. 13 (5):  631–4. (May 2006). doi:10.1111/j.1442-2042.2006.01373.x. PMID 16771742.
25. ↑  “Successful treatment of 3 patients with recurrent idiopathic angioedema with omalizumab”. The Journal of Allergy and Clinical Immunology 120 (4):  979–81. (October 2007). doi:10.1016/j.jaci.2007.07.041. PMID 17931567.
26. ↑  de Llano LP, Vennera Mdel C, Álvarez FJ, Medina JF, Borderías L, Pellicer C, González H, Gullón JA, Martínez-Moragón E, Sabadell C, Zamarro S, Picado C; Spanish Registry (April 2013). “Effects of omalizumab in non-atopic asthma: results from a Spanish multicenter registry”. J Asthma 50 (3):  296–301. doi:10.3109/02770903.2012.757780. PMID 23350994.
27. ↑  “Against all odds: anti-IgE for intrinsic asthma?”. Thorax 69 (1):  94–6. (May 2013). doi:10.1136/thoraxjnl-2013-203738. PMC 3888607. PMID 23709757.
28. ↑  “Omalizumab for the treatment of chronic idiopathic or spontaneous urticaria”. N Engl J Med 368 (10):  924–35. (March 2013). doi:10.1056/NEJMoa1215372. PMID 23432142.
29. ↑  “Omalizumab in patients with symptomatic chronic idiopathic/spontaneous urticaria despite standard combination therapy”. The Journal of Allergy and Clinical Immunology 132 (1):  101–9. (July 2013). doi:10.1016/j.jaci.2013.05.013. PMID 23810097.
30. ↑  “Monomeric IgE and mast cell development, survival and function”. Mast Cell Biology. Advances in Experimental Medicine and Biology. 716. (2011). 29–46. doi:10.1007/978-1-4419-9533-9_3. ISBN 978-1-4419-9532-2. PMID 21713650
31. ↑  “Community register of medicinal products for human use”. ec.europa.eu. 2014年4月20日時点のオリジナルよりアーカイブ。2021年3月27日閲覧。

### 概要
- Iribarren C, Rahmaoui A, Long AA, Szefler SJ, Bradley MS, Carrigan G, Eisner MD, Chen H, Omachi TA, Farkouh ME, Rothman KJ. Cardiovascular and cerebrovascular events among patients receiving omalizumab: results from EXCELS, a prospective cohort study in moderate to severe asthma. Journal of Allergy and Clinical Immunology. 2017 May 1;139(5):1489-95.
- Iribarren C, Rothman KJ, Bradley MS, Carrigan G, Eisner MD, Chen H. Cardiovascular and cerebrovascular events among patients receiving omalizumab: pooled analysis of patient-level data from 25 randomised, double-blind, placebo-controlled clinical trials. Journal of Allergy and Clinical Immunology. 2017 May 1;139(5):1678-80.